# Barro Alto (Goiás)
Barro Alto è un comune del Brasile nello Stato del Goiás, parte della mesoregione del Centro Goiano e della microregione di Ceres.